# Brim Fell
Brim Fell är en bergstopp i Storbritannien.   Den ligger i grevskapet Cumbria och riksdelen England, i den centrala delen av landet, 400 km nordväst om huvudstaden London. Toppen på Brim Fell är 796 meter över havet, eller 474 meter över den omgivande terrängen. Bredden vid basen är 11,7 km. Brim Fell ingår i Cumbrian Mountains.
Terrängen runt Brim Fell är huvudsakligen kuperad.Runt Brim Fell är det ganska tätbefolkat, med 60 invånare per kvadratkilometer. Närmaste större samhälle är Ambleside, 12,1 km nordost om Brim Fell. Trakten runt Brim Fell består i huvudsak av gräsmarker.